# Noč (priimek)
Noč je priimek več znanih Slovencev:
- Boštjan Noč (*1974), čebelar, organizator
- Ivan Noč (1901—1951), pianist, fotograf
- Marko Noč (*1963), zdravnik internist, intenzivist, kardiovaskularni spec., član SAZU
- Nina Noč (*1994), baletna plesalka
- Rajko Noč (*1937), strokovnjak za signalnovarnostne naprave na železnici